# 新湊市
新湊市（日语：／ Shinminato shi */?）為過去位於日本富山縣富山灣沿岸的行政區劃，已於2005年合併為射水市。
轄區位於射水平原北部沿海區域，在轄區中有一潟湖－放生津潟，在1960年代經過大規模開發後成為富山新港，周邊也因此成為工業區。

## 歷史
新湊市轄區過去在令制國時代屬於越中國射水郡，西北部區域過去名為放生津，在12世紀至14世紀期間曾建有放生津城，並成為越中守護所，先後為名越氏、桃井氏、畠山氏所控制，14世紀後則由畠山氏家臣神保氏以守護代的身分進駐。
17世紀江戶時代後，成為前田氏加賀藩的領地，直到19世紀末明治維新實施廢藩置縣後最初改隸屬金澤縣，在1871年的第一次府縣整併後，一度被劃入新設立的七尾縣，不過在1876年的第二次府縣整併中，又隨著七尾縣被併入由原金澤縣更名而成的石川縣，最後在1883年過去原屬越中國的區域再次自石川縣中分出，隸屬新設立的富山縣。
1889年富山縣實施町村制時，在放生津地區設立了新湊町，而後來的新湊市轄區在當時還包括七美村、打出本江村、海老江村、堀岡村、片口村、作道村、塚原村這七個行政區劃，在1940年代二次大戰期間，日本政府為方便管理位於高岡市的伏木港及周邊的港區，一度將新湊町併入高岡市，不過在戰爭結束後，新湊町於1951年自高岡市分出，並獨立升格為新湊市，此後再率續將周邊的七個行政區劃併入。
2000年代日本政府開始推動市町村整併，新湊市因此在2005年與大門町、小杉町、大島町、下村合併為射水市。

### 變遷表
| 1896年4月1日 | 1896年 - 1912年 | 1912年 - 1944年           | 1912年 - 1944年           | 1945年 - 1954年           | 1945年 - 1954年           | 1955年 - 1989年           | 1989年 - 現在              | 現在                       |
| ------------ | --------------- | ------------------------- | ------------------------- | ------------------------- | ------------------------- | ------------------------- | -------------------------- | -------------------------- |
| 牧野村       | 牧野村          | 1940年12月1日 併入新湊町  | 1942年10月2日 併入高岡市  | 1951年1月1日 牧野村       | 1951年4月4日 併入高岡市   | 1951年4月4日 併入高岡市   | 2005年11月1日 合併為高岡市 | 2005年11月1日 合併為高岡市 |
| 新湊町       | 新湊町          | 新湊町                    | 1942年10月2日 併入高岡市  | 1951年1月1日 新湊町       | 1951年3月15日 新湊市      | 新湊市                    | 2005年11月1日 合併為射水市 | 2005年11月1日 合併為射水市 |
| 七美村       | 七美村          | 七美村                    | 七美村                    | 七美村                    | 1953年4月1日 併入新湊市   | 新湊市                    | 2005年11月1日 合併為射水市 | 2005年11月1日 合併為射水市 |
| 打出本江村   | 打出本江村      | 1915年1月1日 更名為本江村 | 1915年1月1日 更名為本江村 | 1915年1月1日 更名為本江村 | 1953年4月1日 併入新湊市   | 新湊市                    | 2005年11月1日 合併為射水市 | 2005年11月1日 合併為射水市 |
| 海老江村     |                 |                           |                           |                           | 1953年4月1日 併入新湊市   | 新湊市                    | 2005年11月1日 合併為射水市 | 2005年11月1日 合併為射水市 |
| 堀岡村       |                 |                           |                           |                           | 1953年4月1日 併入新湊市   | 新湊市                    | 2005年11月1日 合併為射水市 | 2005年11月1日 合併為射水市 |
| 片口村       |                 |                           |                           |                           | 1953年4月1日 併入新湊市   | 新湊市                    | 2005年11月1日 合併為射水市 | 2005年11月1日 合併為射水市 |
| 作道村       |                 |                           |                           |                           | 1953年4月1日 併入新湊市   | 新湊市                    | 2005年11月1日 合併為射水市 | 2005年11月1日 合併為射水市 |
| 塚原村       | 塚原村          | 塚原村                    | 塚原村                    | 塚原村                    | 1953年10月5日 併入新湊市  | 新湊市                    | 2005年11月1日 合併為射水市 | 2005年11月1日 合併為射水市 |
| 大門町       | 大門町          | 大門町                    | 大門町                    | 大門町                    | 1954年3月1日 合併為大門町 | 1954年3月1日 合併為大門町 | 2005年11月1日 合併為射水市 | 2005年11月1日 合併為射水市 |
| 二口村       |                 |                           |                           |                           | 1954年3月1日 合併為大門町 | 1954年3月1日 合併為大門町 | 2005年11月1日 合併為射水市 | 2005年11月1日 合併為射水市 |
| 淺井村       |                 |                           |                           |                           | 1954年3月1日 合併為大門町 | 1954年3月1日 合併為大門町 | 2005年11月1日 合併為射水市 | 2005年11月1日 合併為射水市 |
| 櫛田村       |                 |                           |                           |                           | 1954年3月1日 合併為大門町 | 1954年3月1日 合併為大門町 | 2005年11月1日 合併為射水市 | 2005年11月1日 合併為射水市 |
| 水戶田村     |                 |                           |                           |                           | 1954年3月1日 合併為大門町 | 1954年3月1日 合併為大門町 | 2005年11月1日 合併為射水市 | 2005年11月1日 合併為射水市 |
| 金山村       | 金山村          | 金山村                    | 金山村                    | 金山村                    | 1953年11月15日 併入小杉町 | 小杉町                    | 2005年11月1日 合併為射水市 | 2005年11月1日 合併為射水市 |
| 橋下條村     | 橋下條村        | 橋下條村                  | 1942年6月8日 併入小杉町   | 小杉町                    | 小杉町                    | 小杉町                    | 2005年11月1日 合併為射水市 | 2005年11月1日 合併為射水市 |
| 小杉町       |                 |                           |                           | 小杉町                    | 小杉町                    | 小杉町                    | 2005年11月1日 合併為射水市 | 2005年11月1日 合併為射水市 |
| 大江村       | 大江村          | 大江村                    | 大江村                    | 大江村                    | 1953年12月1日 併入小杉町  | 小杉町                    | 2005年11月1日 合併為射水市 | 2005年11月1日 合併為射水市 |
| 黑河村       | 黑河村          | 黑河村                    | 黑河村                    | 黑河村                    | 1954年3月27日 併入小杉町  | 小杉町                    | 2005年11月1日 合併為射水市 | 2005年11月1日 合併為射水市 |
| 下村         |                 |                           |                           |                           |                           |                           | 2005年11月1日 合併為射水市 | 2005年11月1日 合併為射水市 |
| 大島村       | 大島村          | 大島村                    | 大島村                    | 大島村                    | 大島村                    | 1969年4月1日 改制為大島町 | 2005年11月1日 合併為射水市 | 2005年11月1日 合併為射水市 |

## 行政

### 歷任市長
| 屆                       | 任                       | 姓名                     | 上任日期                 | 卸任日期                 | 備註                     |
| 第一代新湊町町長（官派） | 第一代新湊町町長（官派） | 第一代新湊町町長（官派） | 第一代新湊町町長（官派） | 第一代新湊町町長（官派） | 第一代新湊町町長（官派） |
| ------------------------ | ------------------------ | ------------------------ | ------------------------ | ------------------------ | ------------------------ |
|                          | 1                        | 菅谷二平                 | 1889年月                 | 1914年4月                |                          |
|                          | 2                        | 宮林立作                 | 1914年12月               | 1927年7月                |                          |
|                          | 3                        | 高松覺太郎               | 1927年8月                | 1929年6月                |                          |
|                          | 4                        | 金木喜作                 | 1929年6月                | 1930年7月                |                          |
|                          | 5                        | 卯尾田毅太郎             | 1930年8月                | 1942年9月                |                          |
| 第二代新湊町町長（民選） |                          |                          |                          |                          |                          |
| 1                        | 1                        | 杉本兵太                 | 1951年2月24日            | 1951年3月14日            | 新湊町升格為新湊市       |
| 新湊市市長               |                          |                          |                          |                          |                          |
| 1                        | 1                        | 杉本兵太                 | 1951年3月15日            | 1954年4月5日             | 接續原町長任期           |
| 2                        | 1                        | 杉本兵太                 | 1954年4月29日            | 1955年6月9日             | 於任期內辭職             |
| 3                        | 2                        | 齊藤俊彥                 | 1955年7月24日            | 1959年7月23日            |                          |
| 4                        | 3                        | 新川榮昌                 | 1959年7月24日            | 193年7月23日             |                          |
| 5                        | 3                        | 新川榮昌                 | 1963年7月24日            | 1967年7月23日            |                          |
| 6                        | 4                        | 內藤友明                 | 1967年7月24日            | 1971年7月23日            |                          |
| 7                        | 4                        | 內藤友明                 | 1971年7月24日            | 1975年7月23日            |                          |
| 8                        | 4                        | 內藤友明                 | 1975年7月24日            | 1979年7月23日            |                          |
| 9                        | 5                        | 渡邊一雄                 | 1979年7月24日            | 1983年7月23日            |                          |
| 10                       | 5                        | 渡邊一雄                 | 1983年7月24日            | 1987年7月23日            |                          |
| 11                       | 5                        | 渡邊一雄                 | 1987年7月24日            | 1991年7月23日            |                          |
| 12                       | 6                        | 松木康祐                 | 1991年7月24日            | 1995年7月23日            |                          |
| 13                       | 6                        | 松木康祐                 | 1995年7月24日            | 1999年7月23日            |                          |
| 14                       | 7                        | 分家靜男                 | 1999年7月24日            | 2003年7月23日            |                          |
| 15                       | 7                        | 分家靜男                 | 2003年7月24日            | 2005年10月31日           | 新湊市合併為射水市       |
| 參考資料：               |                          |                          |                          |                          |                          |

## 交通
在主要市區內有萬葉線通過，經由萬葉線可往西至位於高岡市內的高岡車站轉乘西日本旅客鐵道的北陸本線。

### 鐵路
- 萬葉線（日语：万葉線 (企業)）
  - 高岡軌道線：（高岡市） - 中伏木電車站（日语：中伏木停留場） - 六渡寺車站 - （新湊港線）
  - 新湊港線：（高岡軌道線） - 六渡寺車站 - 庄川口車站 - 西新湊車站 - 新町口車站 - （高岡市） - 東新湊車站 - 海王丸車站 - 越之潟車站

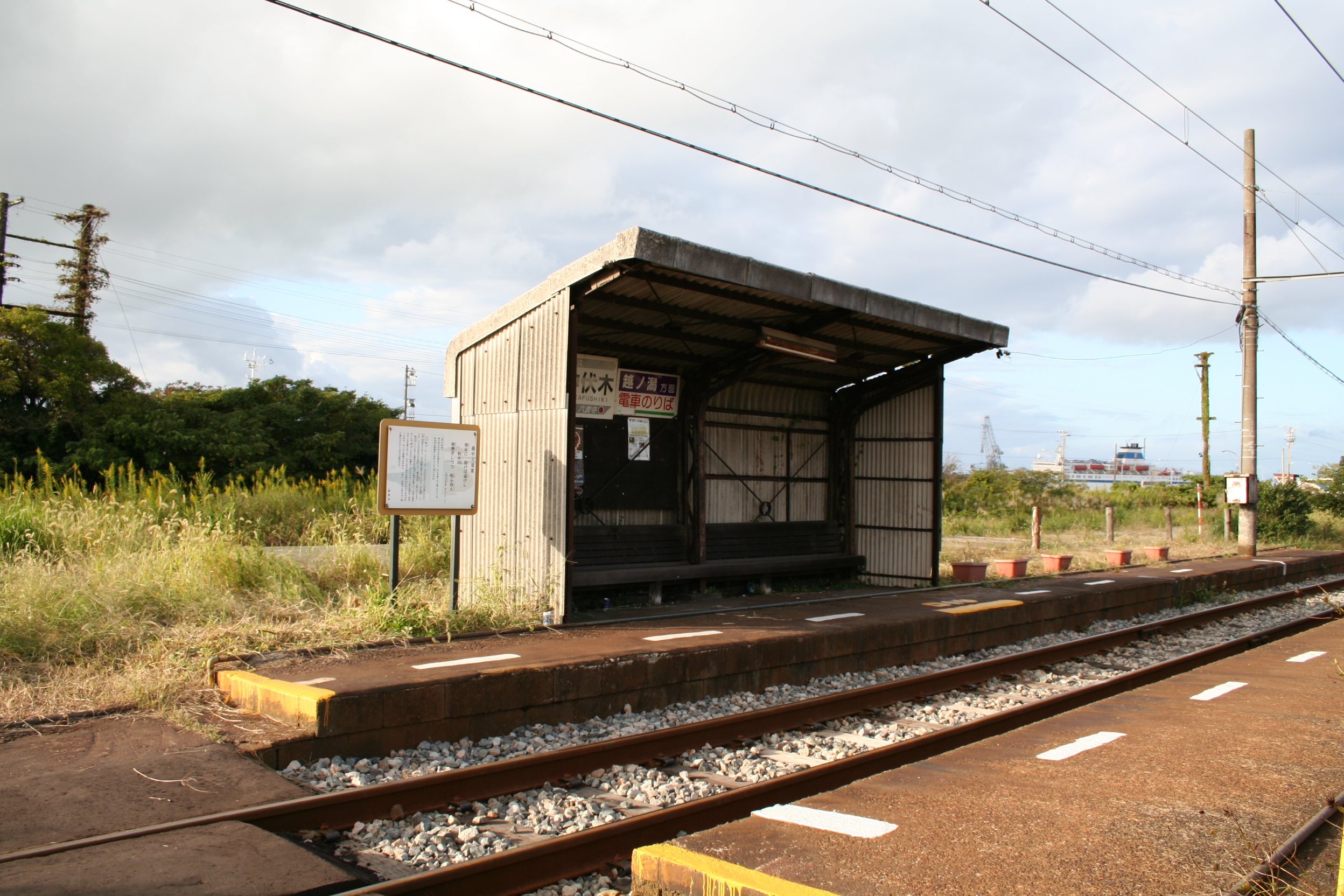
中伏木電車站
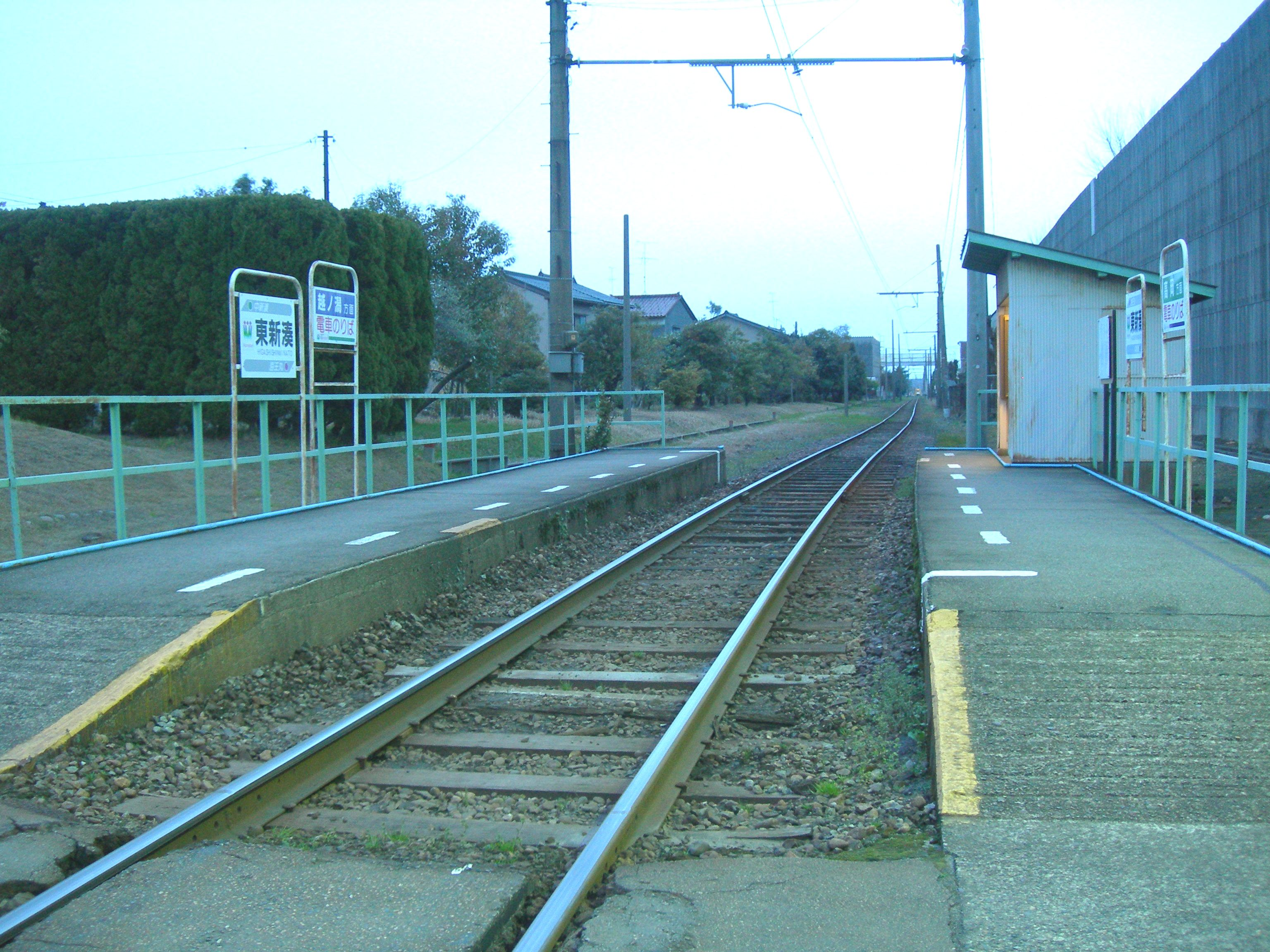
東新湊車站
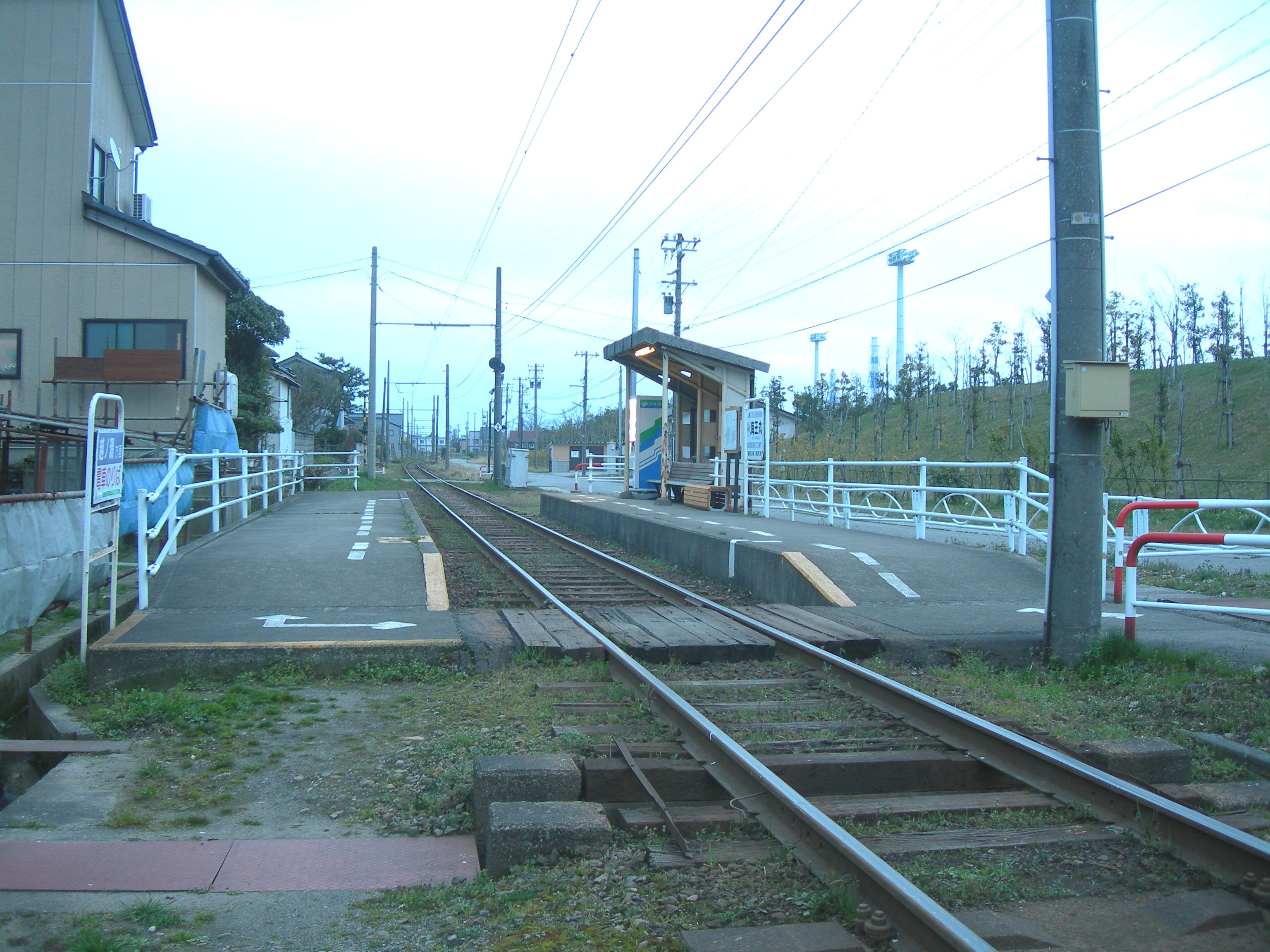
海王丸車站
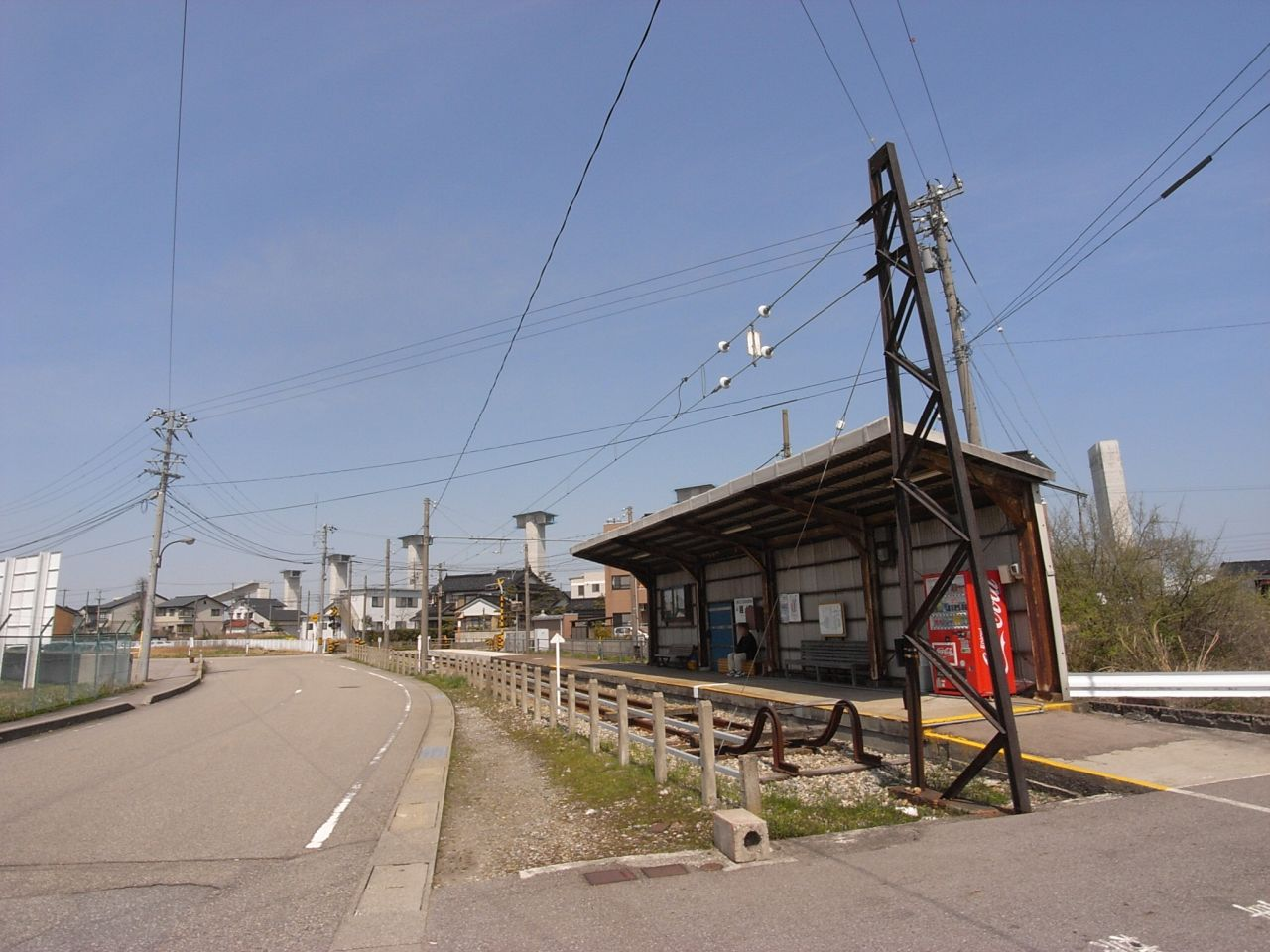
越之潟車站

## 觀光資源
停放於富山新港內的海王丸，為建於1930年的帆船訓練船，持續使用到1989年才退役，期間共航行超過100萬海哩，培訓超過一萬人，退役後便長期停放於富山新港內並對外展示，港內並以海王丸規畫了「港綠洲海王丸公園」。

## 教育
市內的富山商船高等專門學校前身可追溯至1906年成立的新湊町立新湊甲種商船學校，為專門培訓遠洋商船人才的學校，現在也是全日本五所商船高等專門學校中唯一位於日本海一側的。

## 姊妹、友好城市

### 日本
- 千曲市（長野縣）
最初為新湊市與舊更埴市的獅子會相互交流，促成兩地進一步的交流事業，兩地因在1997年締結為姊妹城市；更埴市在2003年及合併為千曲市。[8]